# Carl Philipp Emanuel Bach
Carl Philipp Emanuel Bach (Weimar, 8 de marzo de 1714-Hamburgo, 14 de diciembre de 1788) fue un músico y compositor alemán. Es a menudo abreviado C. P. E. Bach.
Está considerado uno de los fundadores del estilo clásico y uno de los compositores más importantes del periodo galante, aparte de ser el último gran maestro del clave hasta el siglo XX.

## Primeros años de vida

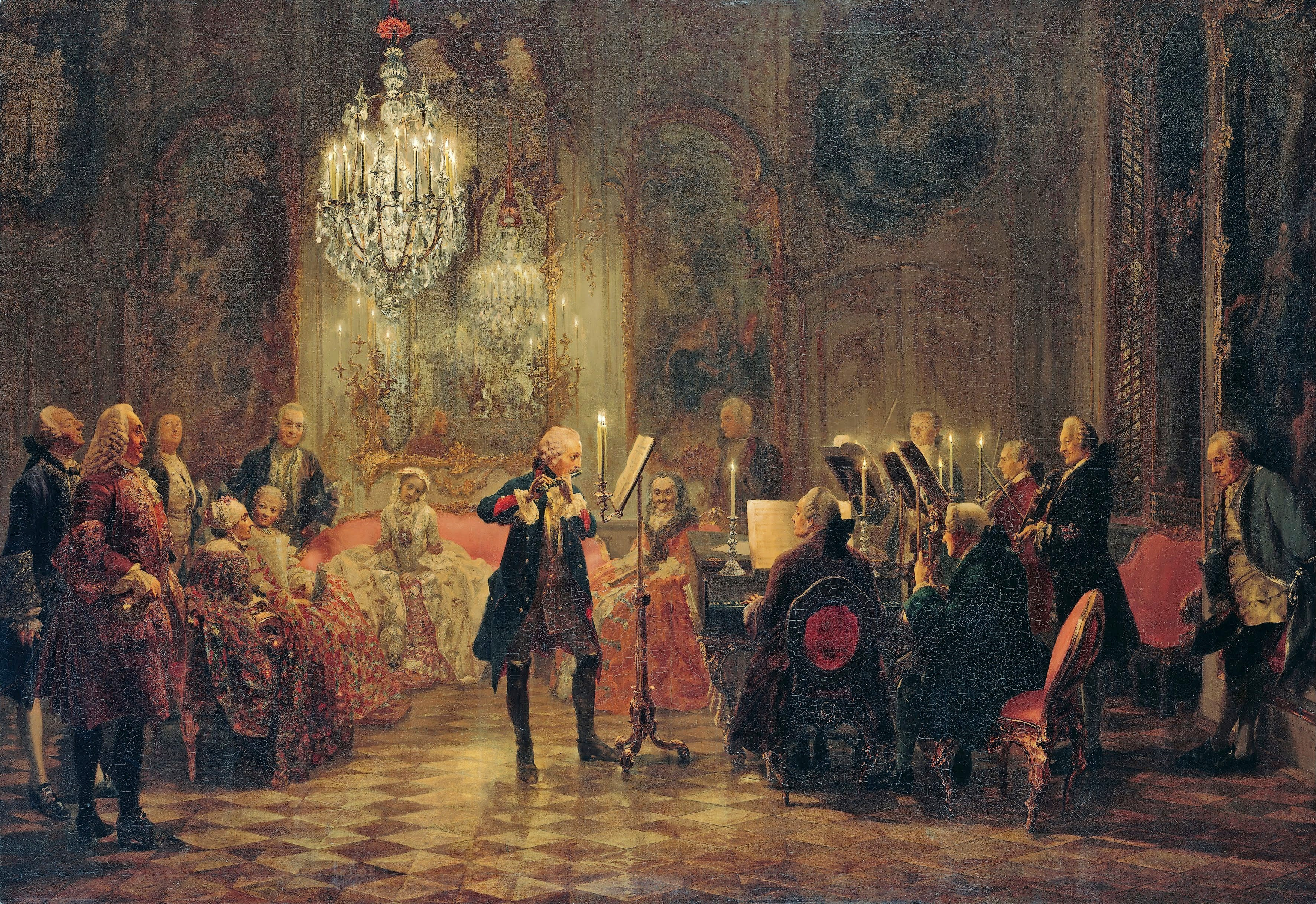
En el centro: Federico el Grande; a la derecha: Johann Joachim Quantz, el maestro de flauta del rey; a su izquierda, con un violín y con vestimenta oscura: Franz Benda; en el fondo de la imagen a la izquierda: Gustav Adolf von Gotter; detrás: Jakob Friedrich von Bielfeld; por detrás, mirando al techo: Pierre Louis Maupertuis; en el fondo sentado en un sofá rosa: Guillermina de Bayreuth; a su derecha: Amalie de Prusia, con su dama de honor; por detrás, Carl Heinrich Graun; la señora mayor detrás del atril: Sofía Carolina; por detrás: Egmont de Chasot; y al harpsicordio: Carl Philipp Emanuel Bach.

Carl Philipp Emanuel Bach era el quinto de los siete hijos de Johann Sebastian Bach y Maria Barbara Bach; su padre tuvo veinte en total. Georg Philipp Telemann fue su padrino.
A los diez años entró en la escuela de Santo Tomás de Leipzig, de la que su padre era Cantor desde 1723. Estudió Derecho en las universidades de Leipzig en 1731 y, a partir de 1734, en la Universidad Viadrina de Fráncfort del Oder. Se licenció en 1738, a los 24 años, pero no siguió ninguna carrera jurídica, dedicándose, en cambio, plenamente a la música. Ya había empezado a componer en 1731.
Ese mismo año de 1738 fue nombrado clavecinista en la corte del príncipe heredero Federico de Prusia ("Federico el Grande"). Al ascender al trono en 1740, Carl Philipp Emanuel formó parte de su corte. 
Era por entonces uno de los clavecinistas más importantes de Europa. Su reputación quedó definitivamente establecida por dos series de sonatas, dedicadas a Federico el Grande (Preußische Sonaten, 1742) y al gran duque de Wurtemberg (Württembergische Sonaten, 1744), respectivamente.

### Matrimonios e hijos
En 1744 Carl Philipp Emanuel Bach se casó con Johanna Maria Dannemann, hija de un comerciante de vino de Berlín. Entre sus descendientes, únicamente Johann Adam (1745-89) mostró inclinaciones artísticas.

## Desarrollo musical
En 1746 fue nombrado músico de cámara, y durante veintidós años compartió el favor real con músicos como Carl Heinrich Graun, Johann Joachim Quantz y Johann Gottlieb Naumann. En el tiempo que residió en Berlín, compuso principalmente obras para teclado y para flauta, instrumento favorito de Federico II y del que el rey era un intérprete bastante aceptable. 
Al morir su padre en 1750, Carl Philipp Emanuel pretendió el cargo de Cantor de Santo Tomás, pero no se le concedió el puesto, probablemente porque el Concejo municipal estaba cansado de los Bach. Carl Philipp Emanuel no asumió como heredero una parte de los bienes familiares, especialmente gran cantidad de partituras y cantatas. Acogió en su casa a su joven medio hermano Johann Christian, del que fue profesor entre 1750 y 1755. Se alejó de la corte, donde se encontraba poco considerado, y se fue a residir a Zittau y después a Leipzig.
En 1753 publicó Versuch über die wahre Art das Clavier zu spielen (Ensayo sobre el verdadero arte de tocar los instrumentos de tecla), un tratado sistemático y magistral que tuvo enorme éxito. Para el año 1780 había alcanzado la tercera edición. Es la base para los métodos de Muzio Clementi y Johann Baptist Cramer y sigue siendo válido.
En 1768 Carl Philipp Emanuel Bach, tras la muerte de Georg Philipp Telemann, lo sucedió en el cargo de maestro de capilla en Hamburgo. Esto hizo que se le conociese como el ‘Bach de Hamburgo’, para diferenciarlo de su hermano Johann Christian, conocido como el ‘Bach de Londres y de Milán’. En este nuevo cargo, tuvo que prestar mayor atención a la música sacra. Al mismo tiempo, la carrera de Joseph Haydn estimuló su propia composición instrumental para toda su gente.

## Fallecimiento
Murió en Hamburgo el 14 de diciembre de 1788. En 1805, su viuda quiso parte del material que Carl Philipp Emanuel había heredado de su padre. El catálogo de su legado musical apareció impreso en 1790.

## Instrumentos
Carl Philipp Emanuel Bach usó, para su interpretación, instrumentos (clavicordio y fortepiano) fabricados por Gottfried Silbermann, en ese momento un conocido constructor de instrumentos de teclado. En los últimos años, uno de los modelos de instrumentos de Bach, Gottfried Silbermann 1749, ha servido de modelo para hacer una copia.

## Obras
Las obras de Carl Philipp Emanuel Bach se encuentran con dos referencias diferentes, Wq. y H., que se refieren a dos catálogos distintos: 
- Wq. (a veces, W.) es abreviatura de Wotquenne, índice elaborado por Alfred Wotquenne. Es el catálogo más antiguo (1905).
- H. es el catálogo realizado por E. Eugen Helm, más completo y actualizado, presentado en Thematic Catalogue of the Works of Carl Philipp Emanuel Bach (Yale University Press, New Haven, 1989).

Carl Philipp Emanuel Bach compuso veintidós Pasiones, dos oratorios, diecinueve sinfonías, quince conciertos, unas doscientas obras de cámara y diversas piezas para teclado, canciones e himnos. De todo su catálogo, deben destacarse:
- Concierto para dos clavicordios en Fa, Wq. 46 (1740). Es uno de los cincuenta y dos conciertos para teclado que compuso a lo largo de toda su vida.
- Seis sonatas prusianas (Preussische Sonaten, 1742), dedicadas a Federico el Grande.
- Seis sonatas Wurtemberg (Württembergische Sonaten, 1744), dedicadas al gran duque de Wurtemberg.
- Once sonatas para flauta, entre ellas: en Re, Wq. 83; en Mi, Wq. 84; en Sol, Wq. 85; en Sol, Wq. 86; en Mi menor, Wq. 124; en Sol, Wq. 127; en La menor, Wq. 128; en Re, Wq. 129; en Sol, Wq. 133; en Sol, Wq. 134. Compuestas en Potsdam, entre 1745 y 1755.
- Magníficat (1749), en el que muestra una gran influencia de su padre.
- Cinco conciertos para flauta, entre ellos: Concierto en re menor, Wq.22; Concierto en Sol mayor, Wq.169, y Concierto en Si bemol, Wq.167 (1755). Con estos conciertos contribuyó Carl Philipp al repertorio de flauta para el rey Federico el Grande; no obstante, requieren tal virtuosismo que es dudoso que fueran interpretados por el propio rey.
- Entre 1755 y 1759 compuso varias obras para órgano, con inevitables ecos de su padre. Pueden mencionarse: Conciertos para órgano, en Sol, Wq. 34 y en Mi bemol, Wq. 35; Fantasía y fuga en Do menor, Wq. 119/7; Preludio en Re, Wq. 70/7.
- Cinco Sinfonías de Berlín, H 649, 50, 53, 54 y 56. Compuestas entre 1755 y 1762, estando el autor en Potsdam.
- Una cantata de Pascua (1756).
- La serie Mit veränderten Reprisen (1760-1768) y Sonaten für Kenner und Liebhaber. Obras de Berlín.
- Diez sonatinas para teclado y otros instrumentos, y dos más para dos teclados. Berlín, 1762- 1764. Son una especie de experimento en el que combina elementos del concierto y la suite.
- Fantasía para clavicémbalo y acompañamiento.
- Dos Conciertos para oboe: en Si bemol, Wq. 164, y en Mi bemol, Wq. 165 (1765).
- Die Israeliten in der Wüste (Los israelitas en el desierto) (1769). Oratorio compuesto en Hamburgo, que merece destacarse por su gran belleza y por la semejanza de su plan con el oratorio Elías, Op. 70, de Felix Mendelssohn.
- Die letzen Leiden des Erlösers (Los últimos padecimientos del Salvador) (1770). Oratorio con momentos aún más inspirados que su predecesor.
- Conciertos para clavicordio, Wq. 43/1-6 (1771). Del período de Hamburgo. Originales y de temperamento volátil.
- Seis Sinfonías de Hamburgo, H 657-62 (Wq. 182/1-6) (1773). Escritas para el Barón von Swieten. Representan al Carl Philipp Emanuel Bach tardío, con mayor libertad que cuando se encontraba en la corte berlinesa.
- Selma, H 739 (Wq. 236) (1775).
- Concierto en mi bemol para clave, pianoforte y orquesta, H 479 (Wq 47) (1788). Concierto al estilo de Haydn, en el que juega con el contraste de los solos instrumentales.
- Cuarteto en la menor para flauta, viola, chelo y clave, n.º 1, H 537 (Wq 93), Siciliano (1788). Es uno de los tres cuartetos que compuso el último año de su vida. Los otros dos son: el n.º 2 en Re, Wq. 94 y el n.º 3 en Sol, Wq. 95.

Ha un catálogo de sus obras en el Dictionary of Music and Musicians (1980). Se está publicando una edición completa, titulada Carl Philipp Emanuel Bach: The Complete Works, proyecto que se prevé estará finalizado en 2014.

## Legado y estilo musical
La obra de Carl Philipp Emanuel Bach se sitúa entre el Barroco y el Clasicismo, como principal representante del Empfindsamer Stil, movimiento musical similar al Sturm und Drang, que presenta los primeros elementos del Romanticismo. Destaca sobre todo por haber contribuido al desarrollo de la sonata en sentido moderno, siendo precursor en este punto de la obra de Haydn, Mozart y Beethoven.
Carl Philipp Emanuel dijo que «en la composición y en la interpretación pianística no he tenido nunca otro profesor que mi padre [Johann Sebastián Bach]»; sin duda, en el hogar paterno encontró lo que otros músicos contemporáneos tuvieron que buscar afanosamente y a costa de grandes viajes y gastos.
Su obra está llena de invención, es sincera en su pensamiento y de un feliz fraseo. Probablemente sea el primer compositor eminente que usó libremente el color armónico, valorándolo por sí mismo, desde los tiempos de Orlando di Lasso, Monteverdi y Gesualdo. Representa un pionero de la obra de la Primera Escuela de Viena, de estilo clásico.
En la segunda mitad del siglo XVIII, Carl Philipp Emanuel Bach tuvo una gran reputación. Wolfgang Amadeus Mozart, que tuvo una estrecha relación con su joven medio hermano paterno, Johann Christian Bach, dijo de Carl Philipp Emanuel: «Él es padre, nosotros somos los niños». Estudiar su obra proporcionó la mejor parte de la formación de Haydn. Tanto Haydn como Mozart adoptaron elementos de su lenguaje en sus obras instrumentales. Beethoven expresó la más cordial admiración y respeto por su genio. Esta alta consideración se debe, sobre todo, a sus sonatas para clave, que marcaron un hito en la evolución de esta forma musical. El estilo es lúcido, su expresión delicada y tierna. Destacan por su libertad y la variedad de su diseño estructural; sus composiciones para teclado están llenas de extraños contrastes, rompiendo con el rígido esquema que habían impuesto los compositores de la escuela italiana. Con ello favoreció la llegada de los grandes maestros vieneses, que llevaron la sonata a un desarrollo casi infinito. 
Su nombre cayó en cierto olvido en el siglo XIX. Robert Schumann opinaba que «como músico creador quedaba muy lejos de su padre»; por el contrario, Johannes Brahms lo tenía en gran estima y editó algunas de sus obras. 
Ya en el siglo XX, los estudiantes interpretan con frecuencia sus Sonaten für Kenner und Liebhaber, sus oratorios Die Israeliten in der Wüste y Die Auferstehung und Himmelfahrt Jesu, así como varios conciertos para clavicordio, como el Concierto en Sol mayor (Wq. 3) y en Re mayor (Wq. 11). 
El Concierto para flauta en re menor (Wq. 22) forma parte del repertorio habitual de los flautistas de todo el mundo, sobre todo debido a su incomparable movimiento inicial. Ha sido grabado por Jean Pierre Rampal con Pierre Boulez de director de orquesta (Harmonia Mundi, HMP 390545).
Igualmente se interpreta el Cuarteto en la menor para flauta, viola, chelo y orquesta, n.º 1, H. 537 (Wq. 93) o Siciliano, que ha sido grabado para L'Oiseau-lyre por Christopher Hogwood como director y al clave.